# Селенид самария
Селенид самария — бинарное неорганическое соединение
самария и селена
с формулой SmSe,
кристаллы.

## Получение
- Нагревание чистых веществ в вакууме:

{\displaystyle {\mathsf {Sm+Se\ {\xrightarrow {2100^{o}C}}\ SmSe}}}

## Физические свойства
Селенид самария образует кристаллы
кубической сингонии, пространственная группа F m3m, параметры ячейки a = 0,6200 нм, Z = 4,
структура типа хлорида натрия NaCl
.
Соединение конгруэнтно плавится при температуре ≈2100°С
.